# 遥望南方的童年
《遥望南方的童年》是2007年易寒执导的剧情片，电影改编真人真事，拍摄地为江西宜春，剧中演员皆由当地村民扮演，故事以留守儿童为题材，引发了对农村留守儿童的生存状态及幼儿教育现状的思考。标题中的“南方”在剧中所指为孩子们家长外出打工的地方“深圳”，也可意指任何留守儿童的父母所在的地方。该片获得第15届北京大学生电影节教育题材创作奖。

## 剧情简介
易明堂是村里的一位教学老师，一直有个办教育的梦想，为了不让村里的留守儿童陷入长大出去打工的循环，易老师在自己家里建立了一个“启明星幼儿园”开始招生，村里有赞同的，也说风凉话的，认为“读书不如打工”。易老师贴完招生广告就碰到了要离家出走打工的少女李响，李响刚初中毕业就准备去往深圳打工挣钱，并参加超级女声比赛，有一个当歌星的梦想，但被爸爸抓了回来，还没收了身份证，李响爸爸听说了易老师办幼儿园的事后，提议让李响去担任教师帮忙。李响和易老师在回去的路上，碰到了自己曾经的学生文才，文才带着一个19岁女朋友回到了老家，虽然文才女朋友肚子已经很大却没有正式登记结婚，表示不久后就会结婚，邀请易老师一定要来喝自己喜酒。之后，易老师又遇见了一位留守儿童砣砣，砣砣的父母出去打工后将孩子寄养给元根家，但砣砣却见谁都叫爸爸，这让30岁的元根很是困扰，来相亲的人都吓得离去，因砣砣的父母在分别当天在村口大樟树下对砣砣撒谎说很快回来，之后砣砣便养成了定期去大樟树等待父母的习惯。
易老师的招生很顺利，那些由老人抚养的孩子都被送到了幼儿园，但有的家却连60块学费都交不起，有的只交了一半，有的则是赊账。启明星幼儿园正式开学，由易老师大哥制作的校车用来接送孩子，开学第一天后，易明堂的妻子易嫂仔细盘算发现不但没有赚到钱反而还赔了不少，抱怨着没什么搞头，易老师倒是乐观的很。不久，元根带着砣砣来到了易老师家中，希望将砣砣全托给幼儿园，易老师很为难，易嫂也闻讯赶来，但是易嫂看着砣砣单纯的表情，最终接受。不久后传来消息，易老师的大哥跟别人打起来了，因为自己的田里的水被别人放了，大嫂指责每天送校车耽误了正事，于是易老师只好找来村里的智障人瘦根来拖车，为了安全着想，易嫂每天都会跟着瘦根一起拖车。砣砣因被李响怀疑偷吃同学的牛肉干，逃离了幼儿园，吃饭时易嫂发现砣砣失踪，又听路人说往池塘方向去了，吓得两人赶紧去寻找，李响找到了易老师一同寻找，易老师赶来时村民们已经在忙着打捞了，易老师想到砣砣有着去大樟树等父母的习惯，赶紧骑车前往，最终找到砣砣，回到家时，易老师把易嫂吵了一顿，一旁的李响内疚得说不出话来，深夜，李响独自见到易老师，表明了砣砣是因为自己冤枉逃走的，易老师认为已经过去了，不要让她放在心上，但是李响却发现自己不够资格做老师，再也不做什么歌星梦，而是决定参加师范考试学幼师专业，学成回来当个真正的老师，易老师递给了李响200块钱，在深夜送走了李响。
幼儿园已经进行了几个月，秀秀的母亲刘斌在外打工两年后终于回到了家，但是见到秀秀时，秀秀却已不认识了自己。不久后，刘斌再次拜访，提及了自己回来没几天后，就与丈夫离婚了，孩子也被判给了丈夫，原来是在打工的两年内，丈夫已经在外头有了别的女人，易老师决定帮助他们劝和，但却无果，第二天，刘斌再次独自一人登上了前往深圳的大巴，易老师也带来了秀秀跟妈妈告别。在易老师回来后，遇到了文才和他老婆，他老婆争着要离开这里，但文才却抓着不放，易老师想开口劝劝两位，却又不知从何说起，只好无奈离开。回到幼儿园后，又碰到了乡里教育办的老同学，提及了要关停幼儿园的事，因为没有办理幼儿园的资质，无奈幼儿园只得关停，这回易老师亲自拖着校车，将孩子都交给了孩子父母，孩子只剩下砣砣和秀秀，在前往秀秀家时，发现连秀秀的父亲也跑了，秀秀的大伯接下了孩子，但是大伯母认为孩子是个累赘，两人就这样吵了起来。砣砣的奶奶是个失明的人，连自己都照顾不好，易老师见状后，将砣砣和秀秀都抱上了车，带回了家，回家路上，秀秀问道自己的父母在哪？易老师答在深圳，秀秀又问，深圳在哪？易老师答在南方，秀秀又问，南方在哪？这回易老师真的答不上来了，之后易老师将秀秀和砣砣带到了一个小山坡，指着遥远的一处山峰方向说那就是南方，从前面一直往前就是深圳，秀秀喃喃道我爸爸妈妈就在那里打工啊，当易老师提及父母会在过年时回来时，两位孩子都露出了真挚的笑容。
回到家后，易嫂临行前特别嘱咐要把学费该退的退了，该收的收，但易老师该退的确实退了，该收的却没有收，易嫂指责易老师不仅没收到学费还带回了两个累赘，但话刚完就担心孩子是不是饿了，赶紧让孩子准备饭吃，易老师家里还没有从悲伤的笼罩中脱离，门外又传来了文才的声音，文才怀里抱着一个婴儿，表示自己老婆最终还是跑了，自己想去深圳寻找，希望能把孩子暂托给易老师，易老师很是无奈，易嫂闻讯赶来，看着屋里三个孩子和文才怀中的婴儿，最终接了过来，文才见状几乎都要哭了出来，赶紧掏出奶粉钱，易老师却拒绝了文才，表示出门用钱的地方很多，文才再也忍不住泪水抹泪而去，门外，易老师说了一句“文才，早点回来啊！”，就这样和易嫂二人目送文才远去。
结尾文字：六个月后，启明星幼儿园在当地政府的扶持下重新开学，幼儿园的留守儿童增加到27名。

## 演员
剧中人物全部由当地非职业演员出演。
| 角色     | 演员   | 备注                                                                                                   |
| -------- | ------ | --- |
| 易明堂   | 易志兵 | 村里某学校的老师，“为了孩子一切”是建办幼儿园的口号，即使被村里人异样看待是骗钱，也依然决定创办幼儿园   |
| 马凤秀   | 何伟欣 | 易明堂的妻子，因为易明堂平时学校有课，所以教学的位置也落在了易嫂身上，被剧中角色称为师母，刀子嘴豆腐心 |
| 李响     | 谢媛   | 16岁的少女，最初的梦想的是参加超级女声成为歌星，但在砣砣事件中发生改观                                 |
| 砣砣     | 付子豪 | 4岁，留守儿童，刚加入幼儿园时饭量很大，也因此被怀疑偷吃别人牛肉干                                      |
| 秀秀     | 易文星 | 4岁，留守儿童                                                                                          |
| 大哥     | 易族勇 | 易明堂的大哥，很赞同易明堂办理幼儿园                                                                   |
| 大嫂     | 何运兰 | 易明堂的大嫂                                                                                           |
| 黄继勇   | 黄继勇 | 秀秀的父亲，曾经欠了一大笔账，在刘斌在外期间出轨                                                       |
| 刘斌     | 刘斌   | 秀秀的母亲，为了帮助丈夫还账出去打工，但回来后发现账还清了，房子也盖了，丈夫却跟别人好上了             |
| 易文才   | 刘川   | 易明堂曾经的学生                                                                                       |
| 文才媳妇 | 曹园   | 19岁就未婚先孕的少女，生下孩子后因不习惯农村，逃离到了深圳                                             |
| 元根     | 张元根 | 30岁未婚的青年，砣砣的父母将砣砣寄养到了元根家                                                         |
| 砣砣奶奶 | 彭桂兰 | 砣砣的奶奶，已经失明了十几年                                                                           |
| 瘦根     | 易建友 | 智商有些问题的残障人，但是很乐观。                                                                     |

## 现实中原型
剧中的启明星幼儿园在现实是存在的，名为宜春启明星华德福儿童之家，由易志兵和杨小红创办。但因种种原因于2009年停办，2011年，受某公益活动基金会的影响，启明星幼儿园再次复活。